# لوكاس إمانويل أكوستا
لوكاس إمانويل أكوستا (بالإسبانية: Lucas Acosta)‏ (ولد في 21 يونيو 1988 في سانتا في) وهو لاعب وسط أرجنتيني يلعب حاليا ل‍نادي راسينغ مونتيفيديو.
بدأ مسيرته الاحترافية مع نادي كولون دي سانتا في في 5 أغسطس 2006، حيث خسر الفريق أمام نادي إنديبندينتي بنتيجة 1-4.

## وصلات خارجية
- لوكاس إمانويل أكوستا على موقع قاعدة بيانات كرة القدم.إي يو (الإنجليزية)
- لوكاس إمانويل أكوستا على موقع Soccerway.com (الإنجليزية)

- Guardian statistics (بالإنجليزية)
- Argentine Primera statistics (بالإسبانية)
- Lucas Acosta at Soccerway (بالإنجليزية)